# نیوپورت نایت هاوک
نیوپورت نایت هاوک (به انگلیسی: Nieuport_Nighthawk) یک هواگرد ملخ‌پیشین تک‌موتوره از نوع هواپیمای جنگنده ساخت شرکت Nieuport & General Aircraft است. هواگرد نیوپورت نایت هاوک نخستین پروازش را در ۱۹۱۹ میلادی انجام داد. این هواگرد در سال ۱۹۲۳ میلادی رسماً معرفی گردید.